# Бебунг

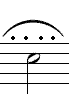
Знак бебунга

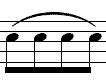
Исполнение бебунга

Бе́бунг (нем. Bebung, дрожание, качание; фр. balancement) — приём игры на клавикорде, заключающийся в циклической перемене силы давления пальца исполнителя на клавишу инструмента. Эффектом этого приёма является лёгкое дрожание, вибрирование звука, возникающее из-за изменения силы давления прижатого к струне тангента (соединенного с клавишей). Иногда бебунг называют клавишным вибрато. Бебунг является характерным клавикордным исполнительским приёмом, возможным в силу того, что струна возбуждается прижиманием тангента, а не щипком пёрышка-плектра (как в клавесине) или ударом молоточка (как в фортепиано).
В исполнительском искусстве XVIII века владение искусством бебунга считалось одним из важнейших умений музыканта-клавикордиста. Вместе с тем, в нотном тексте бебунг нотировался довольно редко (в большинстве случаев бебунг применялся исполнителем по своему усмотрению). Среди значимых исключений — многие сочинения К. Ф. Э. Баха, содержащие нотированный бебунг (у К. Ф. Э. Баха он обозначается рядом точек, соединённых лигой).
Наличие нотированного бебунга как правило, свидетельствует о том, что композитор предназначал своё сочинение прежде всего для клавикорда (а не клавесина или фортепиано).